# Beta Horologii
Beta Horologii (β Horologii, förkortat Beta Hor, β Hor) som är stjärnans Bayerbeteckning, är en ensam stjärna belägen i den södra delen av stjärnbilden Pendeluret. Den har en skenbar magnitud på 4,98 och är svagt synlig för blotta ögat. Baserat på parallaxmätning inom Hipparcosuppdraget på ca 11,1 mas, beräknas den befinna sig på ett avstånd på ca 295 ljusår (ca 90 parsek) från solen. Stjärnan flyttar sig bort från solen med en radiell hastighet på +24 km/s.

## Egenskaper
Beta Horologii är en vit till blå jättestjärna i av spektralklass A3/5 III(m). Det är en misstänkt kemiskt ovanlig stjärna av metall-linjetypen. Den har en radie som är ca 1,4 gånger större än solens och utsänder från dess fotosfär ca 63 gånger mera energi än solen vid en effektiv temperatur på ca 8 300 K.
Beta Horologii har en relativt snabb rotation med en prognostiserad rotationshastighet på 115 km/s, vilket ger den en något tillplattad form med en ekvatorialradie som är uppskattad till 10 procent större än polarradien.